# Кримини (Горуша)
 Тази статия е за селото в Горуша.  За селото в Населица вижте Кримини.  
Кримини или Палиокримини (на гръцки: Κριμίνι, Παλιοκριμίνι) е бивше село в Егейска Македония, Гърция, разположено на територията на дем Нестрам (Несторио), област Западна Македония.

## География
Селото се е намирало в западните склонове на Горуша (Войо), западно от едноименния връх Палиокримини (1802 m), на 5 km северно от Борботско (Ептахори). Селото е разрушено от нашествията на албанците в началото на XVIII век. Жителите му са принудени да го напуснат и търсят убежище чак в Битоля, Костур, Селица, Стихази и Долос. Повечето обаче новото село Кримини в Населицата.
Край Кримини са останките от Палиокриминския манастир.

## Личности
Родени в Кримини
- Атанасиос Бруфас (1850 – 1896), гръцки андартски капитан